# Parallellteorin (filosofi)
Parallellteorin (även kallat  duplicism, psykofysisk parallellteori, psykofysisk parallellism och parallellism) inom filosofin hävdar, att det inte finns någon orsaksförbindelse mellan fysiska och psykiska förlopp, utan att sådana utvecklas parallellt utan några kontaktpunkter. 
Med andra ord är kropp och själ två oberoende fenomen, men kan inte skiljas från varandra - som två sidor av ett mynt. Teorin är det tredje möjliga alternativet i betraktandet av kropp och själ. De andra är interaktion och ensidig handling, till exempel, materialism.

## Universell parallellism – dubbelaspektteori
Enligt den holländske filosofen Baruch Spinoza (1632-1677), är fysiskt och psykiskt två sidor av samma sak och är därför alltid parallella. Denna tanke brukar kallas identitetshypotesen - att fysiskt och psykiskt djupast sett är identiska. 
Spinozas teori kallas vanligen numera dubbelaspektteorin, där psykiskt och fysiskt egentligen inte löper parallellt. Det är inte två skilda typer av verklighet, utan olika sätt för verkligheten att framträda på.

## Partiell parallellism
Enligt den partiella parallellismen motsvaras endast vissa fysiska skeenden (i människors och djurs hjärnor) av psykiska. Denna filosofiska teori fick stor betydelse för den experimentella psykologins uppkomst och inriktning i slutet av 1800-talet. Den tyske psykologen Theodor Fechner utformade då experiment för att pröva den och kom fram till att den gäller rent matematiskt enligt vad som kommit att kallas Fechners lag.

## Leibniz teori om att allt är icke-materiellt
Den tyske filosofen Gottfried Wilhelm Leibniz (1646-1716) utformade en teori om tillvaron som ofta framställs som en psykofysisk parallellteori medan det i själva verket är en teori om att tillvaron består av icke-materiella enheter, så kallade monader, varken psykiska eller materiella. 
Monader enligt Leibniz kan aldrig påverkas av någonting utanför sig själva. Det enda sätt de kan förändras är därför, genom intern utveckling, eller mer specifikt, genom aktualiserande av sin potential. Han trodde att monader aldrig påverkar varandra, det bara verkar som att de gör det. När vi uppfattar en monad att vara orsaken till något, är andra monader skapade på ett sådant sätt att det verkar som att de påverkar den andra.
Denna teori fick en stor genomslagskraft i tysk och österrikisk psykologi om det själsliga som en fortlöpande aktivitet, om omedvetna processer och om psykets egen kraft att gestalta den bild vi gör oss om oss själva och allt i vår omvärld.